# Distrikt Churubamba
Der Distrikt Churubamba liegt in der Provinz Huánuco in der Region Huánuco in Zentral-Peru. Der Distrikt wurde am 4. Oktober 1921 gegründet. Er hat eine Fläche von 548 km². Im Jahr 2017 betrug die Einwohnerzahl 17.279. Im Jahr 1993 lag die Einwohnerzahl bei 16.570, im Jahr 2007 bei 24.573. Verwaltungssitz des Distriktes ist die etwa 1920 m hoch gelegene Ortschaft Churubamba mit 444 Einwohnern (Stand 2017).

## Geographische Lage
Der Distrikt Churubamba liegt in der peruanischen Zentralkordillere 15 km nordöstlich der Regionshauptstadt Huánuco. Der Distrikt hat eine Längsausdehnung in NNW-SSO-Richtung von 45 km. Er reicht vom Flusstal des Río Huallaga im Südosten bis zum Río Jarahuasi im Nordwesten und Norden. Der zentrale Teil des Distrikts wird vom Río Chinobamba in südöstlicher Richtung durchflossen.
Der Distrikt Churubamba grenzt im Westen an den Distrikt Santa María del Valle, im Nordwesten und Norden an den Distrikt Marías (Provinz Dos de Mayo), im Osten an den Distrikt Chinchao sowie im Süden an den Distrikt Umari (Provinz Pachitea).